# Snacha
Snacha vyjadřuje vztah mezi manželovými rodiči a manželkou jejich syna. Snachou je tedy každá žena, která je manželkou a zároveň její muž má rodiče. Jedná se o rodinný vztah švagrovský.
Podle současné právní úpravy snachou naopak nemůže být žena v registrovaném partnerství, protože institut švagrovství vzniká jen na základě uzavření manželství.
Lze to vyjádřit ke vztahu:
- otec manžela – tchán–snacha
- matka manžela – tchyně–snacha

Archaický či krajový výraz pro snachu je nevěsta. Dalším slovem spojeným se slovem snacha je prasnacha. Tímto slovem označujeme obvykle vztah mezi manželkou a manželovými prarodiči.
Mužským ekvivalentem snachy je zeť.